# Jagdbombenfliegergeschwader 77
Das Jagdbombenfliegergeschwader 77 (JBG-77) „Gebhard Leberecht von Blücher“ war ein fliegender Verband in Regimentsstärke der NVA-Luftstreitkräfte in direkter Unterstellung des Führungsorgan Front- u. Militärtransportfliegerkräfte.

## Auftrag
Das JBG-77 hatte den Auftrag zur Bekämpfung von Bodenzielen und zur Luftaufklärung. Neben dem Jagdbombenfliegergeschwader 37 war es einer von zwei fliegenden Verbänden der LSK/LV, die zur Unterstützung der beiden sogenannten Militärbezirke der Landstreitkräfte der NVA, die im Krieg zu Armeen umgegliedert worden wären, vorgesehen waren.

## Geschichte

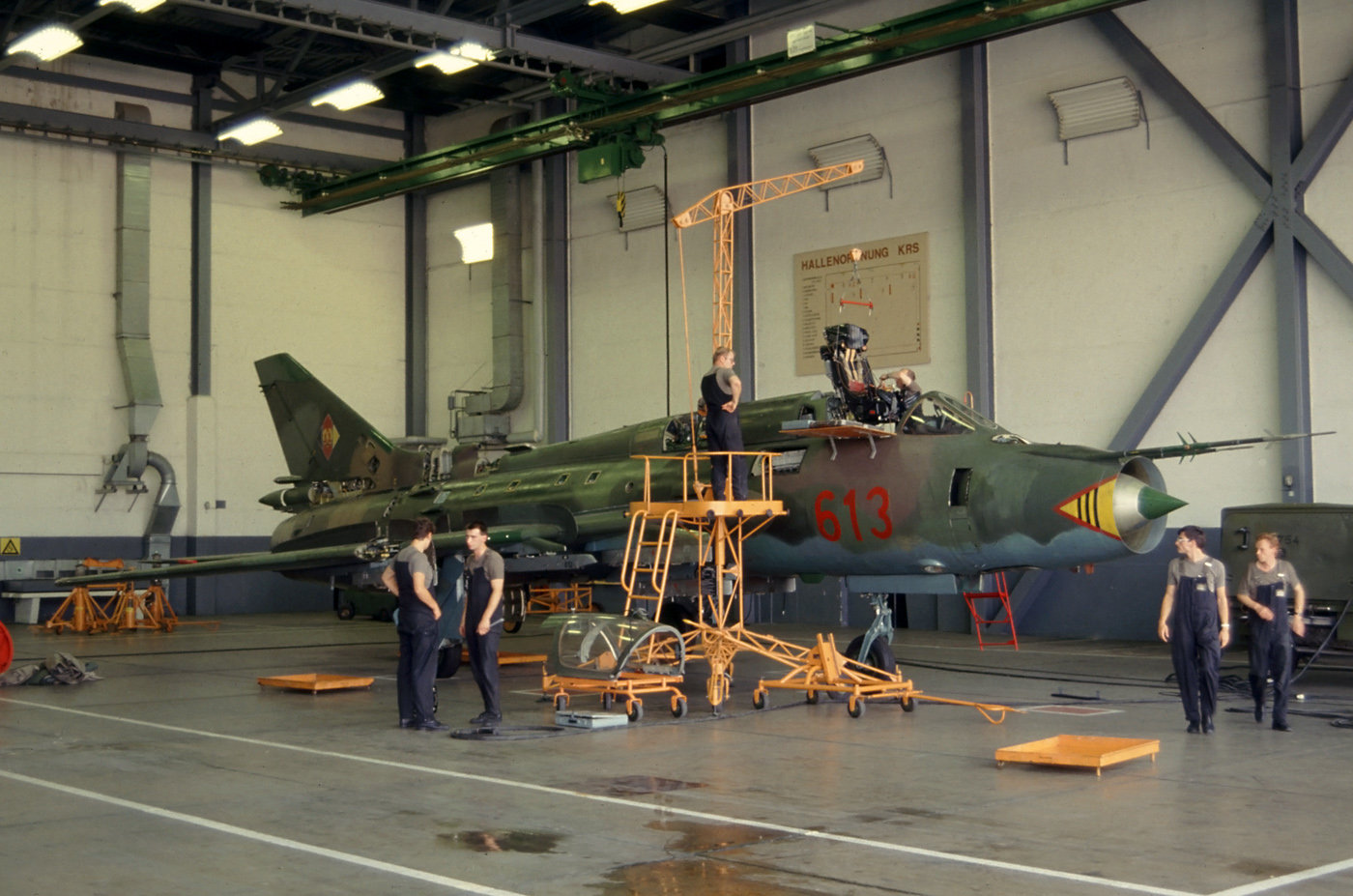
Wartungsarbeiten an einer Su-22M-4 des JBG-77 (1990)

Um den Forderungen des Vereinten Oberkommandos der Streitkräfte des Warschauer Pakts nach einer Verstärkung der Fähigkeit zur Luftunterstützung der Landstreitkräfte nachzukommen, stellte die Nationale Volksarmee Ende 1984 in Laage das Jagdbombenfliegergeschwader 77 auf. Ausgerüstet wurde der Verband mit dem Waffensystem Suchoi Su-22. Unterstellt wurde es dem Führungsorgan Front- und Militärtransportfliegerkräfte (FO FMTFK). 
Mit Auslösung entsprechender Stufen der höheren Gefechtsbereitschaft war das JBG-77 zur operativen Unterstellung zum Befehlshaber der sowjetischen 16. Luftarmee vorgesehen und befohlen.
Zugeordnet waren dem Geschwader das Fliegertechnische Bataillon 77 (FTB-77), das Nachrichten- und Flugsicherungsbataillon 77 (NFB-77) und die Sauerstoffgewinnungs- und Versorgungseinrichtung 77 (SGVE-77).
Seinen Traditionsnamen „Gebhard Leberecht von Blücher“ erhielt das JBG-77 im Februar 1987.
Vor der Wiedervereinigung war der 27. September 1990 der letzte Flugtag des Geschwaders, an dem die Flugzeuge auch nicht mehr starten, sondern nur „rollen“ durften.
Zum 31. Dezember 1990 wurde der Verband durch die Bundeswehr aufgelöst.

### Kommandeure JGB-77
| Dienstgrad, Name        | Dienstzeit | Bemerkung                |
| ----------------------- | ---------- | ------------------------ |
| Oberst Manfred Jenichen | 1984–1987  | vorher Kommandeur JBG-37 |
| Oberst Jürgen Roske     | 1987–1990  |                          |

## Flugzeugmuster

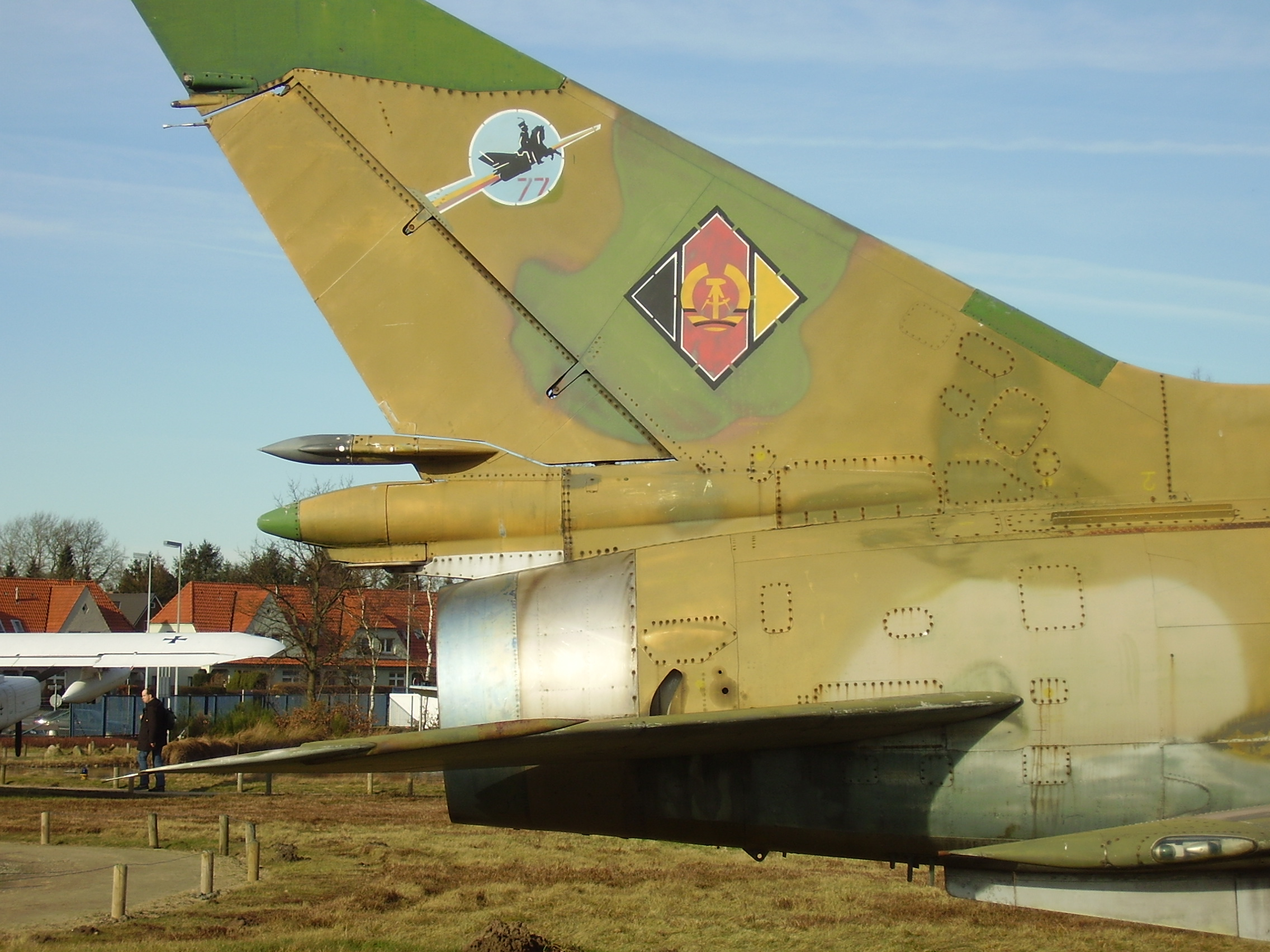
Seitenleitwerk einer Su-22 mit dem Geschwaderwappen

Der Verband wurde mit insgesamt 24 Jagdbombern vom Typ Su-22M-4 und vier zweisitzigen Trainern Su-22UM-3K ausgerüstet, die mit einer diversen Luft-Boden-Munition und Aufklärungssensoren ausgestattet werden konnten.